# Десетилетие
Десетилетие е условното означаване на период от 10 години.
По основното си значение десетилетие е произволно избран период от 10 години – например периодът 1997 – 2006 е десетилетие, защото обхваща 10-годишен период.
Често с това название се обхващат десет последователни години, които имат 3 еднакви начални цифри, а се различават една от друга само по последната цифра. В този случай за начало на десетилетието се счита годината, завършваща на единица (например 1990 г.), а за край – годината, завършваща на 9 (в случая 1999). Така десетилетията получават съкратено име, за да се избегне изреждане на всички години – например 90-те години на 20 век, само 90-те (или 1990-те за по-точно) означава всички години от 1990 г. до 1999 г. На български няма такова име за първото десетилетие от века – то се нарича „началото на века“ (например „началото на 21 век“, тоест 2000 – 2009 г.), но може и да не се разбере, че става дума за десетилетие. Следващото, второ десетилетие на 21 век най-вероятно съкратено ще бъде наричано 10-те, 10-те години на 21 век, по подобие на десетилетията от 20 век.
Логически правилното наричане на десетилетията е: първо – от 1 януари 2000 г. до 31 декември 2009, второ – от 2010 до 2019 (двадесетте),... девето (деветдесетте) – 2080 до 2089 и последно десетилетие на века от началото на 2090 до края на 2099 г. Не може да се приеме, че (например) тридесетте години на даден век текат през четвъртото, а не през третото десетилетие, но това популярно неправилно назоваване се е наложило заради лесната асоциация с десетичната цифра, както и нежеланието на повечето хора да разберат грешката. Показателно за такова необмисляне е готовността на огромна част от човечеството да посреща „хилядолетие“ още на 1. 1. 2000 г., преди тя да е изтекла, като последна година на века и на хилядолетието.
След като 21 век започва в 0 ч. на 1 януари 2001 г., то и астрономическото (звездно) десетилетие започва да тече тогава и завършва на 31 декември 2010 г. Това звездно десетилетие произтича от десет последователни обиколки на Земята, но не съвпада с условното гражданско деление на годините в практиката.